# Pharrell Williams
Pharrell Lanscilo Williams (Virginia Beach, Virginia, 5 de abril de 1973) es un cantautor, rapero, productor, diseñador, empresario y filántropo estadounidense. A veces también conocido como Skateboard P, Williams formó parte del dúo The Neptunes, junto a Chad Hugo, y también es integrante del grupo de rap/rock N.E.R.D, junto con Hugo y Shae Haley. Como parte de The Neptunes, Pharrell escribió y/o produjo un gran número de canciones para artistas como: Miley Cyrus, Michael Jackson, Madonna, Britney Spears, Kylie Minogue, Shakira, Mika, Snoop Dogg, Gwen Stefani, Drake, Nelly Furtado, Justin Timberlake, Backstreet Boys, Pitbull, Busta Rhymes, Mystikal, Jay-Z, Travis Scott, The Hives, *NSYNC, Tito "El Bambino", Lindsay Lohan, Ariana Grande, Frank Ocean, Tyler, The Creator, Kendrick Lamar, Missy Elliott, Swedish House Mafia, Daft Punk y Gloria Estefan, entre otros. Tocaba la batería, el piano y la guitarra.
En 2013, destacó notablemente en dos de los grandes materiales de aquel año, especialmente por su sencillo «Happy», y su trabajo como colaborador y productor en el cuarto trabajo de Daft Punk, Random Access Memories, componiendo dos temas: «Get Lucky» y «Lose Yourself to Dance» en coproducción con Nile Rodgers, y en el éxito «Blurred Lines» del cantante de R&B Robin Thicke, lo que le valió el Grammy al Productor del año, no clásico. Williams reúnio una totalidad de siete premios Grammy, incluyendo dos formando parte de The Neptunes.

## Biografía
Pharrell Lanscilo Williams nació el 5 de abril de 1973 en Virginia Beach, Virginia, es el mayor de sus tres hermanos, hijos de la maestra Carolyn y el personal de mantenimiento Pharoah Williams. Su ascendencia se remonta a muchas generaciones en Virginia y Carolina del Norte. Uno de sus antepasados viajó a África occidental en 1831, lo que provocó que otros familiares emigraran de Estados Unidos a Liberia en 1832. Williams conoció a Chad Hugo en un campamento de verano de banda de séptimo grado, donde Williams tocaba la batería y Hugo tocaba el saxofón tenor. Asistieron a la escuela secundaria Princess Anne. Williams se graduó de la escuela secundaria en 1991 y asistió a la Universidad Northwestern durante dos años antes de abandonar sus estudios.

## Carrera musical
Influenciado por: Michael Jackson, J Dilla, Stevie Wonder, Donny Hathaway, Marvin Gaye, Rakim y Q-Tip. También conocido como Skateboard P. Es parte del dúo The Neptunes con Chad Hugo y también es miembro del grupo N.E.R.D.
Pharrell ha escrito gran número de canciones, siendo parte de The Neptunes, para artistas como Michael Jackson, Madonna, Kylie Minogue, Shakira, Britney Spears, Mika, Snoop Dogg, Gwen Stefani, Nelly Furtado, Justin Timberlake, Pitbull, BSB, Swedish House Mafia, Jay Z, entre otros.
Entre los instrumentos que domina están la batería, el piano y la guitarra. Actualmente, es propietario de I am OTHER, una empresa que está en el terreno del entretenimiento, música, moda y arte. Además, es cofundador de la marca Billionaire Boys Club y Ice Cream Clothing. 
El 2013, fue un gran año para él. Varios temas que contaron con su participación fueron los grandes hits del año: "Get Lucky" y "Lose Yourself to Dance" del Random Access Memories de Daft Punk, y "Blurred Lines" de Robin Thicke, tema que fue objeto de polémica por el video, así como de litigios autorales por la manifiesta similitud con "Give It Up" de Marvin Gaye.
En 2014, llegó al primer lugar del Billboard Hot 100 con "Happy", sencillo que encabezó las listas de popularidad en varios países. El tema se desprende del álbum G I R L, lanzado en marzo de 2014, el cual cuenta con colaboraciones de JT, Miley Cyrus, Daft Punk, entre otros. Sin embargo, tuvo algunos inconvenientes por el arte del disco, donde muchos afirman no representa a la mujer afroamericana, pero con el video de "Marilyn Monroe", Pharrell quiso acabar con esas críticas. Hace su participación en Los Simpson cantando su canción "Happy" hasta que Moe de repente lo amarra con un caballo en el costado atrás hasta que se escabullo con él siguiendo cantando. 

## Otros proyectos
En 2005, Williams se asoció con el ícono de la moda japonesa Nigo para crear las marcas de ropa urbana Billionaire Boys Club y Ice Cream. En 2008, Williams codiseñó una serie de gafas y joyas para Louis Vuitton. Ese mismo año, Williams fundó una organización sin fines de lucro llamada "From One Hand To AnOTHER" (FOHTA).
En 2009, Williams presentó una escultura colaborativa con Takashi Murakami en Art Basel, que hablaba de la metáfora del valor. En mayo de 2011, se anunció que Williams se desempeñaría como director creativo de KarmaloopTV. junto con el fundador y director ejecutivo Greg Selkoe y la ex presidenta de AMC Katie McEnroe.
En 2014, Williams apareció en una portada diseñada por el artista francés Grégoire Guillemin de la revista de moda masculina Adon, con sede en Nueva York, cubriendo la colaboración. Williams lanzó una colección para el gigante minorista Uniqlo en abril de 2014 titulada "i una madre". Fue creado con Nigo, director creativo de UT, la división de camisetas de la empresa. Además, Williams trabajó con Emmanuel Perrotin y un fabricante francés, Domeau & Pérès. En junio de 2014, el colectivo de artistas Rizzoli publicó un libro de FriendsWithYou, We Are Friends With You, que contó con contribuciones de Williams, Alejandro Jodorowsky y Peter Doroshenko.
En 2017, Williams diseñó una zapatilla de deporte valorada en 1.000 euros en colaboración con Chanel y Adidas. Verizon se asoció con Williams el 26 de abril de 2019 para lanzar un plan de estudios de música fusionado con la tecnología en escuelas de Verizon Foundation Learning a nivel nacional. La organización educativa bajo la Fundación Verizon trabaja para brindar tecnología gratuita, acceso a Internet y un plan de estudios centrado en la tecnología a escuelas intermedias de bajos recursos.
En noviembre de 2020, Williams lanzó Humanrace, una marca de cuidado de la piel. En diciembre de 2021, Williams lanzaría la línea de invierno "Premium basics" junto con Adidas Originals. En 2023, Williams fue nombrado director creativo de la línea masculina de la marca Louis Vuitton.

## Vida personal
Williams se casó con la modelo y diseñadora Helen Lasichanh el 12 de octubre de 2013. Tienen un hijo, Rocket Williams, nacido en 2008. La canción de Despicable Me "Rocket's Theme" fue escrita en honor a su hijo. En septiembre de 2016, anunciaron que iban a ser padres por segunda vez. En enero de 2017, la pareja le dio la bienvenida a trillizos.
En 2005, Williams fue votado al "hombre mejor vestido del Mundo" por la revista Esquire. Es fan de la saga Star Trek, como indica su frecuente uso del saludo vulcano para hacer referencia a su discográfica, Star Trak. Williams es skateboarder y tiene un medio-tubo en su casa.

## Discografía
| Álbumes de estudio - 2006: In My Mind - 2014: G I R L Mixtapes - 2006: In My Mind (The Prequel) (Mixtape con DJ Drama) | Álbumes con the Neptunes - Clones (2003) Álbumes con N.E.R.D. - In Search of... (2002) - Fly or Die (2004) - Seeing Sounds (2008) - Nothing (2010) - No One Ever Really Dies (2017) |

## Filmografía
- Despicable Me (2010) – Compositor
- Despicable Me 2 (2013) – Compositor
- The Voice (2014–16) – Él mismo
- The Simpsons (2015) – Él mismo (Episodio: "Walking Big & Tall") (voice role)
- Popstar: Never Stop Never Stopping (2016) – Él mismo
- Hidden Figures (2016) – Productor, compositor
- Despicable Me 3 (2017) – Compositor
- The Grinch (2018) – Narrador (papel de voz)
- Black Is King (2020) – Invitado Especial
- A Man Named Scott (2021) – Él mismo
- Sing 2 (2021) – Alfonso (papel de voz)
- Piece by Piece (2024) – Productor
- Despicable Me 4 (2024) – Compositor

## Giras
- Dear Girl Tour (2014)

## Premios y distinciones
Premios Óscar
| Año  | Categoría              | Canción | Película                   | Resultado |
| ---- | ---------------------- | ------- | -------------------------- | --------- |
| 2014 | Mejor canción original | «Happy» | Gru 2. Mi villano favorito | Nominado  |
| 2017 | Mejor película         |         | Figuras ocultas            | Nominado  |